# Elaphidion mucronatum
Elaphidion mucronatum är en skalbaggsart som först beskrevs av Thomas Say 1824.  Elaphidion mucronatum ingår i släktet Elaphidion och familjen långhorningar. Inga underarter finns listade i Catalogue of Life.